# Miniopterus paululus
Miniopterus paululus (Hollister, 1913) è un pipistrello della famiglia dei Miniotteridi diffuso nell'Ecozona orientale.

## Descrizione

### Dimensioni
Pipistrello di piccole dimensioni, con la lunghezza della testa e del corpo tra 37 e 45,1 mm, la lunghezza dell'avambraccio tra 34,2 e 38,7 mm, la lunghezza della coda tra 31,2 e 39 mm, la lunghezza della tibia tra 13,9 e 15,6 mm, la lunghezza delle orecchie tra 9,6 e 11,5 mm.

### Aspetto
Il colore generale del corpo è bruno-nerastro. La fronte è molto alta e bombata, il muso è stretto e con le narici molto piccole. Le orecchie sono corte, triangolari, ben separate tra loro e con l'estremità arrotondata. Le ali sono attaccate posteriormente sulle caviglie. La lunga coda è inclusa completamente nell'ampio uropatagio, il quale è ricoperto di peli finissimi sulla superficie dorsale lungo la coda e gli arti inferiori. Il calcar è lungo e privo di carenatura.

## Biologia

### Alimentazione
Si nutre di insetti.

## Distribuzione e habitat
Questa specie è diffusa nelle Filippine, in un'isola a nord del Borneo e in alcune isole indonesiane di Nusa Tenggara.

## Tassonomia
Sono state riconosciute 3 sottospecie:
- M.p.paululus: Isole filippine di Negros e Guimaras;
- M.p.graysonae (Kitchener, 2002): Isole Tanimbar: Selaru;
- M.p.witkampi (Sody, 1930): Balanbangan, al largo dell'estrema punta settentrionale del Borneo.

La popolazione delle isole di Sumbawa, Roti, Timor, Semau e Sawu non è stata assegnata ancora a nessuna sottospecie descritta.

## Conservazione
La IUCN Red List, considerato che ci sono poche informazioni circa lo stato della popolazione, l'ecologia, l'areale e le minacce, classifica M.paululus come specie con dati insufficienti (DD).